# Горни Добромир
Вижте пояснителната страница за други значения на Добромир.
Горни Добромир (на румънски: Dobromiru din Deal) е село в окръг Кюстенджа, Северна Добруджа, Румъния.

## История
До 1940 година в Горни Добромир има българско население, което се изселва в България по силата на подписаната през септември същата година Крайовската спогодба.